# 台湾の政党
台湾の政党（たいわんのせいとう）では、中央政府が台湾に移転した後の中華民国における政党制の歴史と現状について記載する。

## 歴史
1948年5月に施行された動員戡乱時期臨時条款（戒厳令）により、新規政党の結成が禁止（党禁）され、政権党であった中国国民党（国民党）のほかは、その衛星政党である中国青年党と中国民主社会党のみが一党独裁制による存在を許されていた。しかし、1970年代後半以降、国民党に反対するいわゆる「党外」と呼ばれる人たちのグループが形成され、党外勢力は1986年9月に台湾初の本格的野党として民主進歩党（民進党）を結成した。戒厳令が継続していた1986年当時、新党結成は違法であったが、当時の総統・蔣経国はこれを黙認する姿勢を採り、翌1987年の戒厳令解除に併せて党禁も解除されたことで民進党も合法化された。
2年後の1989年1月、立法院はそれまでの「非常時期人民団体法」を全面改正した「動員戡乱時期人民団体法（1991年に題名を「人民団体法」に変更）」を公布・施行し、政党の結成・存続に必要な要件を規定し、政党活動の基盤を法的に整備した。その上で同年12月には立法委員増額選挙が行われ、1948年以降では初めて新規政党が立法院に議席を獲得した。
その後、1992年の立法委員全面改選実現（第2回立法委員選挙）と1996年3月の住民直接選挙による総統選挙の実現で複数政党制による民主化が達成された。2000年の総統選挙で民進党の陳水扁が当選したことで国民党の一党支配に終止符が打たれた。しかし2008年の総統選挙では国民党の馬英九が当選し、国民党が再び与党の座に就いた。2016年の総統選挙で民進党の蔡英文が当選したことで国民党の8年執政に終止符が打たれ、民進党が再び与党の座に返り咲いた。

## 政党制
1992年の全面改選によるヘゲモニー政党制からの脱却、1997年の第四次憲法改正による台湾省の凍結（事実上の廃止）で台湾省議会の定数も立法院定数に上積みされたことで、立法委員の定数が増加された。小政党が議席を得た結果、国民党や民進党といった大政党から分裂して新党、親民党、台湾団結連盟、建国党が結成され、分極的多党制に拍車がかかった。一方で、住民直接選挙による総統選挙の存在は国民党を主体とする中国ナショナリズム重視の青陣営（泛藍連盟）と、民進党を主体とする台湾ナショナリズム重視の緑陣営（泛緑連盟）の二大ブロック制に収斂させていく効果を促進した。そして2008年の第7回立法委員選挙から定数が大幅に削減され、選挙制度も小選挙区主体の制度（小選挙区比例代表並立制）となった結果、新党や台湾団結連盟などの小政党が立法院における議席をほとんど失い、国民党と民進党による二大政党制へと大きく変化することとなった。2020年代になると、第三勢力の台湾民衆党が浮上してきた。